# 西阿里關山
西阿里關山是臺灣臺南市南化區關山里與高雄市甲仙區小林里交界處的一座山，屬於阿里山山脈南段，海拔971公尺，為臺灣小百岳之一。山頂的大石立有三等三角點5020號，以及高屏溪水源保護區界基石。此山地處後堀溪與楠梓仙溪的分水嶺，山脊北接茅山、河表湖山，南連小林山、阿里關山等山。
山名源自周遭地區的舊地名「阿里關」，日治初期被劃為阿里關庄，後來則沿現今的南化與甲仙區界分為東阿里關、西阿里關。兩地之間過去有小林古道相通，而西阿里關山即為該古道的最高點。